# Sturm auf die Stasi-Zentrale in der Normannenstraße 1990

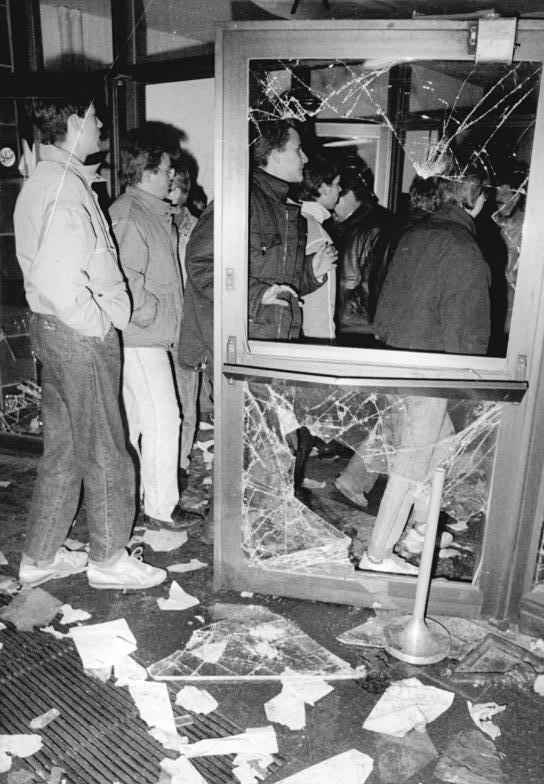
Stürmung und Verwüstung der Büroräume der Stasi-Zentrale

Zum Sturm auf die Zentrale der Staatssicherheit der DDR in der Normannenstraße in Ost-Berlin kam es am 15. Januar 1990. Bürger stürmten die Zentrale des Ministeriums für Staatssicherheit, um die Vernichtung von Stasi-Unterlagen durch das sich auflösende Ministerium für Staatssicherheit (MfS) zu verhindern. Die Besetzung des MfS-Hauptquartiers wurde die Voraussetzung dafür, dass damals viele Akten gesichert werden konnten. Bis 16. Juni 2021 waren die Unterlagen bei der Stasiunterlagen-Behörde einsehbar und wurden zum genannten Stichtag ins Bundesarchiv überführt.

## Vorangegangene Ereignisse

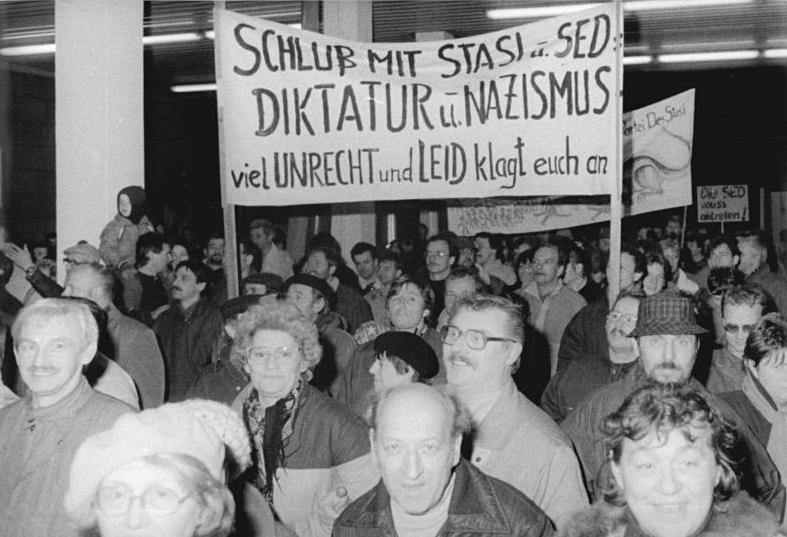
Demonstration vor dem Gebäude am Vortag

Am Morgen des 4. Dezember 1989 wurde die Stasi-Bezirksverwaltung in Erfurt, am Abend dann auch die in Leipzig, Suhl und Rostock und eine Reihe von Kreisdienststellen von Bürgerrechtlern besetzt. In den folgenden beiden Tagen folgte die Besetzung aller anderen Bezirksdienststellen. Die Hauptforderung der Besetzer waren: Stopp der Aktenvernichtung und Auflösung des Ministeriums für Staatssicherheit. Mit den daraufhin gegründeten Bürgerkomitees und Bürgerwachen begann die Auflösung der Stasi.
Zu diesem Zeitpunkt arbeitete aber die Zentrale des Ministeriums für Staatssicherheit in der Berliner Normannenstraße unter anderem Namen nach wie vor. Sie war am 17. November offiziell in „Amt für nationale Sicherheit“ umbenannt worden. Die neue Spitze der Staatssicherheit hatte wahrgenommen, dass sich die politischen Rahmenbedingungen für die Arbeit der Stasi wandelten, und reagierte mit äußerlichen „Reformen“. Denn mit den Besetzungen in den Bezirken hatten sich die politischen Bedingungen für die Stasi radikal geändert. Stasi-Chef Erich Mielke hatte seine Ämter verloren und wurde am 5. Dezember 1989, ebenso wie Erich Honecker und andere ehemalige SED-Politbüromitglieder, in der Waldsiedlung Wandlitz unter Hausarrest gestellt. Unter Leitung früherer Stasi-Offiziere, darunter Generaloberst Rudi Mittig, bestanden die alten Strukturen der Staatssicherheit jedoch weiter fort. Mittig und andere leitende Mitarbeiter erklärten am 5. Dezember 1989 ihren Rücktritt. Im Amt blieb der umstrittene Behördenleiter der Staatssicherheit Wolfgang Schwanitz. Schwanitz hatte sich zunächst nach seiner Ernennung von den früheren Praktiken der Stasi distanziert und eine Verringerung der Mitarbeiterzahl um 8000 Personen angekündigt. Jedoch musste er am 7. Dezember 1989 zugeben, die Vernichtung von Akten in seinem Bereich befohlen zu haben.
Zu diesem Zeitpunkt waren nach offiziellen Angaben der DDR-Regierung von den ursprünglich 85.000 hauptamtlichen Mitarbeitern bereits 30.000 entlassen und weitere 20.500 in die Volkswirtschaft der DDR eingegliedert worden. Von den restlichen 32.500 Stasi-Angestellten sollten 20.000 in der nächsten Zeit entlassen werden. Die verbliebenen 12.500 würden nach Regierungsangaben noch zur beschleunigten Auflösung des ehemaligen MfS benötigt.
Die gesamte Auflösung des Staats-Apparates wurde von Ministerpräsident Hans Modrow nach Ansicht vieler Bürgerrechtler nur halbherzig betrieben. Viele Bürger forderten deshalb eine sofortige Auflösung der Staatssicherheit ohne eine Bildung von Nachfolgebehörden.
Dass die Zentrale des einstigen MfS in Berlin weiterarbeitete, ärgerte viele besonders. Es kam DDR-weit immer wieder zu Protesten, sogar Streikdrohungen und Demonstrationen. In dieser Situation beschlossen die Bürgerkomitees, die die Bezirksverwaltungen des MfS besetzt hielten, in Berlin einzugreifen. Am Morgen des 15. Januar forderten sie vor dem runden Tisch vor laufenden Fernsehkameras, dem Treiben ein Ende zu machen. Am Nachmittag schlossen sie eine Sicherheitspartnerschaft mit der Polizei, der Staatsanwaltschaft und der Regierung. Noch bevor die Demonstranten eintrafen, hatte die Stasi also schon kapitulieren müssen.

## Stürmung

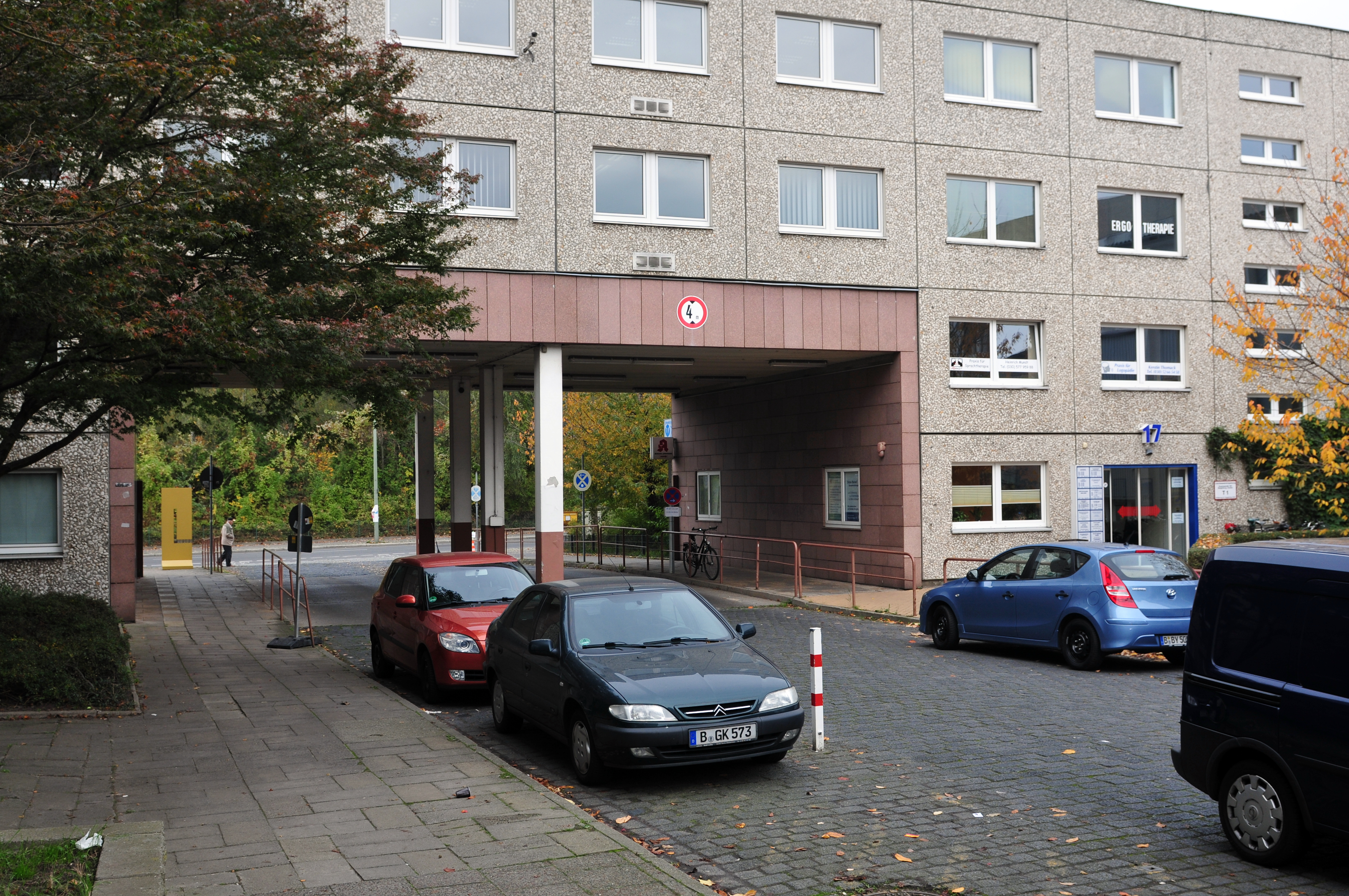
Eingangstor („Haus 17“) der Stasi-Zentrale, Zustand 2014

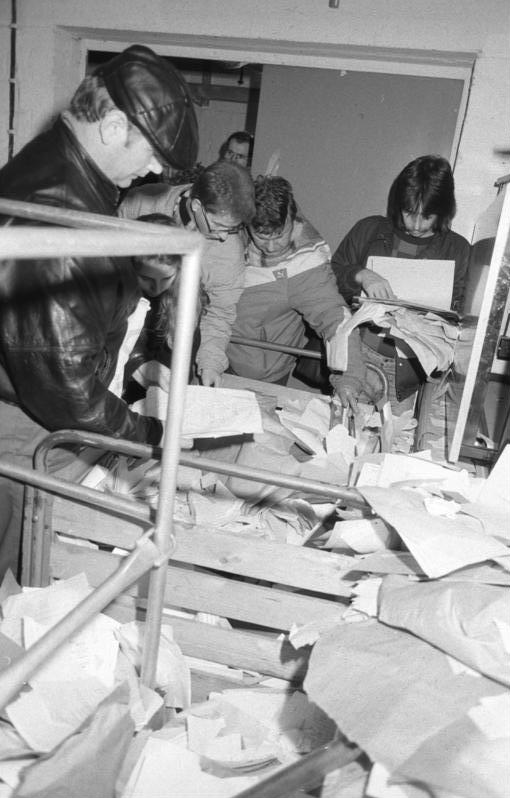
Demonstranten durchstöbern Akten und Unterlagen

Um den Druck auf die Regierung zu erhöhen, hatte auch die Bürgerbewegung Neues Forum zu einer Protestdemonstration am 15. Januar 1990 in der Normannenstraße in Ost-Berlin aufgerufen. Tausende Demonstranten folgten dem Aufruf und drängten sich vor dem Tor der ehemaligen Zentrale des Ministeriums für Staatssicherheit im Bezirk Lichtenberg. Das Gelände war über Jahrzehnte Sperrgebiet. Nach Angaben des DDR-Fernsehens waren 100.000 Demonstranten vor der Stasi-Zentrale versammelt. Der DDR-Ministerrat forderte die Volkspolizei auf, Vertreter der Bürgerrechtsbewegung ausfindig zu machen und mit ihnen die Sicherung der Stasi-Zentrale von außen zu besprechen. Die Volkspolizei riegelte das Gelände mit Einsatzwagen ab, griff aber in das Geschehen nicht ein.
Die Demonstranten forderten laut die Öffnung des Eingangstores („Haus 17“). Gegen 17 Uhr sprang ein Demonstrant über das Tor. Die Mitglieder der Bürgerkomitees und die Polizei, die innen hinter dem Tor waren, beschlossen nicht einzugreifen. So konnten die Menschen in den Hof des Stasi-Geländes strömen. Auf dem Gelände befanden sich nur wenige Behördenmitarbeiter, da nach Beratungen mit einem improvisierten „Bürgerkomitee“ die Behördenleitung ihre Mitarbeiter aufgefordert hatte, bis um 15:00 Uhr das Gelände zu verlassen.
Auf dem Gelände bog der Menschenpulk nach links ab, zum hell beleuchteten Versorgungstrakt („Haus 18“) und zum Trakt der Spionageabwehr („Haus 2“). Es kam zu tumultartigen Szenen, bei denen Scheiben barsten und Möbel und Akten aus den Fenstern flogen. Gewalt gegen Menschen gab es keine und auch keinen Schusswaffengebrauch. Nach drei Stunden hatten die meisten Menschen das Gelände wieder verlassen.
Während der Zentrale Runde Tisch noch eine Kontrolle der Stasi-Zentrale durch unabhängige Juristen und ausgewiesene Oppositionelle gefordert hatte, übernahm die Stasi-Auflösung ein früherer NVA-Generaloberst und wurden zur Bewachung des weitläufigen Geländes 21 Polizisten im Drei-Schicht-System eingesetzt. Gleichzeitig arbeiteten in dem Komplex noch „Tausende von Stasi-Kadern. Sie konnten weiter ungehindert kommen und gehen. Selbst ein- und ausfahrende LKW wurden nur sporadisch untersucht.“

## Zweite Besetzung
Eine der wichtigsten Forderungen der Besetzer war, dass die Akten für die Aufklärung des DDR-Unrechtes und zur Rehabilitierung der Opfer geöffnet werden. Doch dies war im Westen wie in der DDR umstritten. Die 1990 frei gewählte Volkskammer der DDR verabschiedete am 24. August 1990 ein Stasi-Akteneinsichtsrecht, das aber auf Grund von Vorbehalten der Regierung Kohl nicht in den Einigungsvertrag übernommen wurde. Die Volkskammer protestierte dagegen in einer fast einstimmigen Entschließung am 30. August 1990. Eine zweite Besetzung des der ehemaligen Zentrale („Haus 7“) und ein Hungerstreik im September 1990 verstärkten die öffentliche Aufmerksamkeit. Schließlich kam es zu Kompromissformulierungen im Einigungsvertrag, die schließlich zum Stasi-Unterlagen-Gesetz von 1991 führte.

## Wirkung

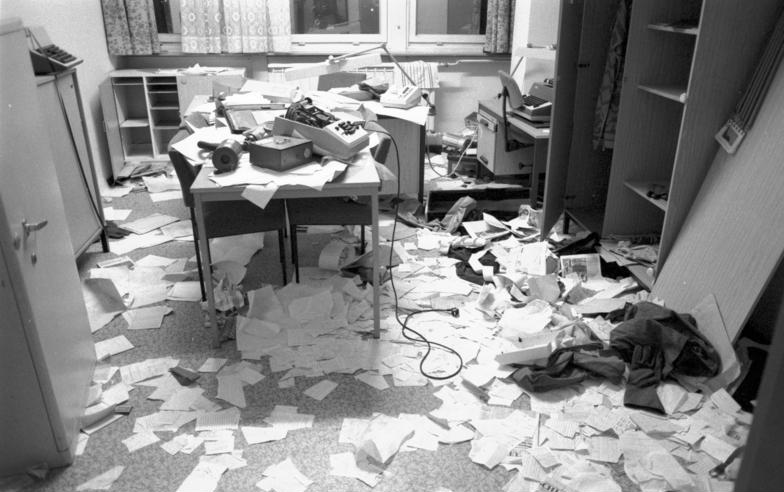
Büroraum nach der Stürmung

Nach der ersten Besetzung im Dezember 1989 lenkte die DDR-Regierung unter Ministerpräsident Hans Modrow ein und löste das Ministerium für Staatssicherheit, wie vom Runden Tisch gefordert, sukzessive auf.
Der Journalist Marcel Fürstenau ist der Meinung, wäre die Stasi-Zentrale schon Ende Oktober 1989, also kurz vor dem Fall der Berliner Mauer, gestürmt worden, hätte es vielleicht ein Blutbad geben können. Zu diesem Zeitpunkt war noch der Einsatz von Schusswaffen zur Gefahren-Abwehr vorgesehen.

## Erinnerung und Würdigung
Die Besetzung der Bezirks- und Kreisdienststellen und der Sturm auf die Hauptdienststelle der Staatssicherheit rettete massenhaft Akten vor der Vernichtung und legte so den Grundstein für die Aufarbeitung der SED-Diktatur, sagte der Bundesbeauftragte für die Stasi-Unterlagen, Roland Jahn 2015.